# Krissy Wendell
Kristin Elizabeth „Krissy“ Wendell, verh. Wendell-Pohl, (* 12. September 1981 in Brooklyn Park, Minnesota) ist eine ehemalige US-amerikanische Eishockeyspielerin. Wendell gehörte über viele Jahre der Frauen-Eishockeynationalmannschaft der Vereinigten Staaten an. Bei zwei Teilnahmen an Olympischen Winterspielen gewann sie jeweils eine Silber- und Bronzemedaille. Zudem nahm sie an sechs Frauen-Weltmeisterschaften teil, bei denen sie eine Gold- und fünf Silbermedaillen gewann. Seit 2019 ist sie Mitglied der United States Hockey Hall of Fame. Ihr Ehemann Johnny Pohl ist ebenfalls Eishockeyspieler.

## Karriere
Krissy Wendell spielte als Kind neben Eishockey auch Baseball und nahm 1994 als fünftes Mädchen in der Geschichte des Turniers an der Little League World Series teil. Beim Turnier selbst war sie das erste Mädchen überhaupt, das als Starter nominiert wurde. Als Resonanz darauf wurde sie landesweit bekannt und trat auch im Fernsehen auf. Zum Schuljahr 1997/98 wurde sie in das Eishockeyteam der Park Center High School aufgenommen und erzielte bis zu ihrem Abschluss im Jahr 2000 335 Punkte in 62 Spielen für ihre High School. Noch als Schülerin wurde sie das erste Mal in die Frauen-Eishockeynationalmannschaft der Vereinigten Staaten berufen, als sie am 3 Nations Cup 1998 teilnahm.

### Minnesota Golden Gophers
Zwischen 2002 und 2005 spielte Wendell für die Golden Gophers, das Eishockeyteam der University of Minnesota, in der Western Collegiate Hockey Association (WCHA), einer Division im Spielbetrieb der National Collegiate Athletic Association. Mit den Gophers gewann sie 2004 und 2005 die nationale Meisterschaft der NCAA.
In ihrer ersten Collegesaison wurde sie in das All-America Second Team gewählt und für den Patty Kazmaier Memorial Award nominiert. In der Saison 2003/04 wurde sie in das All-America First Team gewählt, erneut für den Patty Kazmaier Memorial Award nominiert und als WCHA-Spielerin des Jahres ausgezeichnet. 2005 gewann die Stürmerin schließlich den Patty Kazmaier Memorial Award, wurde erneut als Spielerin des Jahres der WCHA ausgezeichnet und war mit 43 Toren und 58 Assists Topscorerin der gesamten WCHA.
Sie beendete ihre College-Karriere als eine der besten Spielerinnen der University of Minnesota bezüglich gesammelter Scorerpunkte (237) und Torvorlagen (131).

### International
Knapp zehn Jahre lang gehörte Wendell zum Kader der Nationalmannschaft und nahm mit dieser an einer Vielzahl von Turnieren teil. Bei den Olympischen Winterspielen 2002 gewann sie die Silbermedaille, bei den Spielen 2006 in Turin die Bronzemedaille. Zudem nahm sie zwischen 1999 und 2007 an insgesamt sechs Weltmeisterschaften teil, bei den sie eine Gold- und fünf Silbermedaillen gewann. Bei der Weltmeisterschaft 2000 war Wendell Topscorerin des Turniers und erhielt anschließend den Bob Johnson Award vom US-amerikanischen Eishockeyverband USA Hockey für ihre Leistungen auf internationaler Ebene.
Zwischen 2005 und 2007 war Wendell Mannschaftskapitänin des Nationalteams.
Bei ihrer letzten Weltmeisterschaft im Jahr 2007 in Finnland war Wendell mit zwölf Punkten zweitbeste Scorerin und beste Vorlagengeberin des Turniers und gewann erneut die Silbermedaille. Anschließend beendete sie ihre Spielerkarriere.
Im Jahre 2019 wurde Wendell mit der Aufnahme in die United States Hockey Hall of Fame geehrt, ebenso wie 2024 mit der Wahl in die Hockey Hall of Fame.

## Erfolge und Auszeichnungen
| - 2000 Bob Johnson Award - 2004 WCHA-Meisterschaft mit der University of Minnesota - 2004 NCAA-Division-I-Championship mit der University of Minnesota - 2004 WCHA-Spielerin des Jahres - 2004 Aufnahme in die Little League Hall of Excellence - 2005 WCHA-Meisterschaft mit der University of Minnesota | - 2005 NCAA-Division-I-Championship mit der University of Minnesota - 2005 Patty Kazmaier Memorial Award - 2005 WCHA-Spielerin des Jahres - 2005 Topscorerin der WCHA - 2005 Bob Johnson Award |

### International
| - 1999 Silbermedaille bei der Weltmeisterschaft - 2000 Silbermedaille bei der Weltmeisterschaft - 2000 Topscorerin der Weltmeisterschaft - 2000 Beste Vorlagengeberin der Weltmeisterschaft - 2001 Silbermedaille bei der Weltmeisterschaft - 2002 Silbermedaille bei den Olympischen Winterspielen - 2004 Silbermedaille bei der Weltmeisterschaft - 2005 Goldmedaille bei Weltmeisterschaft - 2005 Wertvollste Spielerin der Weltmeisterschaft | - 2005 All-Star-Team der Weltmeisterschaft - 2005 Topscorerin der Weltmeisterschaft - 2006 Bronzemedaille bei den Olympischen Winterspielen - 2007 Silbermedaille bei der Weltmeisterschaft - 2007 Beste Vorlagengeberin der Weltmeisterschaft - 2007 All-Star-Team der Weltmeisterschaft - 2019 Aufnahme in die United States Hockey Hall of Fame - 2024 Aufnahme in die Hockey Hall of Fame |

## Karrierestatistik
(Legende zur Spielerstatistik: Sp oder GP = absolvierte Spiele; T oder G = erzielte Tore; V oder A = erzielte Assists; Pkt oder Pts = erzielte Scorerpunkte; SM oder PIM = erhaltene Strafminuten; +/− = Plus/Minus-Bilanz; PP = erzielte Überzahltore; SH = erzielte Unterzahltore; GW = erzielte Siegtore; 1 Play-downs/Relegation; Kursiv: Statistik nicht vollständig)

## Privates
Krissy Wendell heiratete im August 2007 den Eishockeyspieler Johnny Pohl, mit dem sie 2007 zunächst nach Toronto zog, wo er bei den Toronto Maple Leafs unter Vertrag stand. Nach der Geburt ihrer ersten gemeinsamen Tochter zog die Familie nach Lugano in der Schweiz und später ins schwedische Göteborg um, wo Johnny jeweils spielte. Im Jahr 2009 kehrte die Familie nach Nordamerika zurück; heute haben die Eheleute Pohl drei Töchter.